# Franco Martelli
Franco Martelli (Catania, 1911 – Pordenone, 27 november 1944) was een militair in het koninkrijk Italië en partizaan tijdens de Tweede Wereldoorlog.

## Levensloop
Martelli diende in de cavalerie van het Koninklijk Italiaans Leger tijdens de Tweede Wereldoorlog. Hij had de graad van majoor. Zijn regiment vocht in Slovenië.
Na de oprichting van de Italiaanse Sociale Republiek, een marionet van nazi-Duitsland, zocht Martelli aansluiting bij de partizanen (1943). Martelli leidde de verzetsgroep genoemd ‘Ippolito Nievo’ in de streek Friulië in Noord-Italië. In november 1944 arresteerde de fascistische politie hem. Martelli werd gemarteld om namen te noemen van medepartizanen. Martelli weigerde. Hij werd gefusilleerd in Porderone in diezelfde maand november 1944, terwijl hij uitriep ‘Leve het Vrije Italië’.
Postuum kreeg Martelli van de republiek Italië de Gouden medaille voor Dapperheid.